# Dov'è finita Audrey?
Dov'è finita Audrey? (Finding Audrey) è un romanzo per ragazzi di Sophie Kinsella pubblicato nel 2015.

## Trama
La quattordicenne Audrey, dopo una brutta esperienza vissuta a scuola, è affetta da agorafobia. Per sfuggire ai frequenti attacchi di panico si è auto relegata in casa. I suoi contatti con il mondo si limitano alle relazioni con i fratelli e i genitori, fino a quando la ragazza non conoscerà Linus, l'amico del fratello.

## Edizioni
- (EN) Sophie Kinsella, Finding Audrey, 1ª ed., Random House, 2015, ISBN 9780857534583.
- (EN) Sophie Kinsella, Finding Audrey, Doubleday, 2015,  pp. 288, ISBN 0857534580.
- Sophie Kinsella, Dov'è finita Audrey?, Oscar Absolute, Mondadori, 2015,  pp. 180, ISBN 9788852065125.
- (DE) Sophie Kinsella, Schau mir in die Augen, Audrey, cbt, 2015,  p. 384, ISBN 3570171485.
- (FR) Sophie Kinsella, Audrey retrouvée, Pocket Jeunesse, 2016,  p. 304, ISBN 226626222X.